# Telesat
Telesat (ehemals: Telesat Canada) ist ein kanadischer Betreiber von Kommunikationssatelliten mit Sitz in Ottawa, Ontario und weiteren Standorten in den USA, Europa, Asien und Brasilien.

## Geschichte

### Telesat
Das am 2. Mai 1969 gegründete Unternehmen gehört zur Bell-Canada-Gesellschaft. Am 31. Oktober 2007 wurden durch Vertragsschluss alle Anteile von Loral Skynet im Wert von 3,25 Mrd. kanadischen Dollar an Telesat übergeben, woraufhin die beiden Unternehmen zu einem Anbieter verschmolzen. Durch die Verträge wurde Telesat indirekt eine Gesellschaft, deren Hauptaktionäre das kanadische Public Sector Pension Investment Board und die Loral Space & Communications Inc sind.
1972 begann Telesat mit dem Satelliten Anik A1, dem ersten staatlichen Kommunikationssatelliten und brachte ihn in eine geosynchrone Umlaufbahn. Sechs Jahre später wurde der erste Satellit, der im Ku-Band übertrug, gestartet und 1981 wurden zum ersten Mal zwei Satelliten auf eine gemeinsame geostationäre Position gebracht. Seit 1996 bietet die Firma Internetdienste über Satellit an. Telesat liefert die Signale von den zwei bedeutendsten DBS-Anbietern Kanadas: Bell ExpressVu und StarChoice sowie zusätzlich mehr als 200 kanadischen Fernsehsendern.

### Loral Skynet
Der amerikanische Satellitenbetreiber Loral Skynet wurde 1962 als Tochterfirma der American Telephone and Telegraph Company (AT&T) gegründet und wurde später zur Tochterfirma von Loral Space & Communications mit Hauptsitz in Bedminster, New Jersey. Die Firma startete 1962 mit Telstar 1 ihren ersten Satelliten und betrieb später viele weitere, die ebenfalls unter der Namensreihe „Telestar“ gestartet wurden.

## Dienste
Die Satelliten von Telesat Canada dienen dem Direktempfang von Hörfunk- und Fernsehsignalen. Durch die Satelliten werden eine Vielzahl von Fernseh- und Radiosendern sowie zwei größere DBS-Signale: Bell TV und Show Direct, mit mehr als 200 Sendern übertragen. Seit 2002 versorgt der Anik F2 viele Menschen in Kanada mit Hochgeschwindigkeitsinternet (Xplorenet) und in den USA (Viasat Inc., ehemals Wildblue). Zu den Kunden von Telesat Canada gehören die Nutzer von Loral Skynet inklusive HBO, Disney Channel, Cable & Wireless, Singapore Telecom, Connexion by Boeing, Global Crossing, BT North America, Globecomm Systems, UPC und China Central Television.

## Geostationäre Satellitenflotte
Das Unternehmen betreibt eigene Kommunikationssatelliten im Erdorbit daneben auch Satelliten anderer Unternehmen.
| Name        | NSSDC-ID  | Startdatum    | Position    | Bemerkung                     |
| ----------- | --------- | ------------- | ----------- | ----------------------------- |
| Anik F1     | 2004-027A | 21. Nov. 2000 | 107,3° West |                               |
| Anik F2     | 2004-027A | 18. Juli 2004 | 111,1° West |                               |
| Anik F1R    | 2005-036A | 9. Sep. 2005  | 107,3° West |                               |
| Anik F3     | 2007-009A | 9. Apr. 2007  | 118,7° West |                               |
| Anik G1     | 2013-014A | 15. Apr. 2013 | 107,3° West |                               |
| Nimiq 1     | 1999-027A | 20. Mai 1999  | 91° West    |                               |
| Nimiq 2     | 2002-062A | 30. Dez. 2002 | 82° West    |                               |
| Nimiq 4     | 2008-044A | 19. Sep. 2008 | 82° West    |                               |
| Nimiq 5     | 2009-050A | 17. Sep. 2009 | 72,7° West  |                               |
| Nimiq 6     | 2012-026A | 17. Mai 2012  | 91,1° West  |                               |
| Telstar 11N | 2009-009A | 26. Feb. 2009 | 37,5° West  |                               |
| Telstar 12  | 1999-059A | 19. Okt. 1999 | 15° West    | auch Orion 2 genannt          |
| Telstar 12V | 2015-068A | 25. Nov. 2015 | 15° West    | wird Telstar 12 ersetzen      |
| Telstar 14  | 2004-001A | 11. Jan. 2004 | 63° West    | auch Estrela Do Sul genannt   |
| Telstar 14R | 2011-021A | 20. Mai 2011  | 63° West    | auch Estrela Do Sul 2 genannt |
| Telstar 18  | 2004-024A | 29. Juni 2004 | 138° Ost    |                               |
| Telstar 18V | 2018-069A | 10. Sep. 2018 | 138° Ost    |                               |
| Telstar 19V | 2018-059A | 22. Juli 2018 | 63° West    | parallel zu Telstar 14R       |

## Telesat Lightspeed
Telesat plant auch den Betrieb einer Konstellation von Kommunikationssatelliten in niedrigen Erdumlaufbahnen (engl. low earth orbit, LEO), ähnlich dem Starlink-System von SpaceX, aber mit rund 198 Satelliten wesentlich kleiner. Ein erster Testsatellit names LEO Vantage 1 wurde im Januar 2018 mit einem Rideshare-Flug auf einer indischen PSLV-Rakete gestartet. Mit Inbetriebnahme dieses Satelliten sicherte sich Telesat die bereits reservierten Funkfrequenzen für das geplante Satellitennetz.
Der Aufbau der ursprünglichen Konstellation sollte mit dem Start von 78 Satelliten in polare Umlaufbahnen im Jahr 2022 beginnen. 200 weitere Satelliten sollten ab 2023 ein weltweites Angebot ermöglichen. Mit den US-amerikanischen Unternehmen Blue Origin und Relativity Space schloss Telesat Verträge über jeweils mehrere Starts mit den noch in Entwicklung befindlichen Raketen New Glenn und Terran 1.
Im Mai 2022 kündigte Telesat an, dass die Anzahl der Satelliten von 298 auf 198 gesenkt wurde. Des Weiteren wurde der Bauvertrag mit Thales Alenia Space gekündigt. Stattdessen soll nun SSL die jetzt kleineren Satelliten bauen.
Im Juli 2023 startete ein weiterer Testsatellit namens LEO Vantage 3 auf einer Electron-Rakete, welcher nur etwa 30 kg wog. Im September selben Jahres verkündete Telesat, einen neuen Startvertrag mit SpaceX unterzeichnet zu haben. Somit wird es keine Starts mit den Raketen New Glenn und Terran 1 geben. Der erste Start soll im Jahr 2026 erfolgen. Die insgesamt 198 Satelliten sollen auf 14 Falcon-9-Raketen mit jeweils 18 Satelliten pro Flug gestartet werden. Es sollen Starts sowohl vom Cape Canaveral als auch von der Vandenberg Space Force Base erfolgen. Das Lightspeed-System soll im Jahr 2027 einsatzbereit sein.